# Groupe de NGC 2841
Le groupe de NGC 2841 comprend principalement cinq galaxies situées dans les constellations du Lynx et Grande Ourse. Les distances de Hubble (DHubb) et les distances basées sur des mesures indépendantes du décalage vers le rouge ((DInd) de ce tableau ainsi que les autres données proviennent de la base de données NASA/IPAC. Toutes les galaxies se trouvent dans la constellation du Lynx, sauf NGC 2841 qui est dans la constellation de la Grande Ourse.
| Galaxie            | Type           | A.D.          | Déc         | DHubb (Mpc)  | DInd (Mpc)   | Vitesse radiale (km/s) | Magnitude apparente | Diamètre (kal) |
| ------------------ | -------------- | ------------- | ----------- | ------------ | ------------ | ---------------------- | ------------------- | -------------- |
| NGC 2500           | Spirale barrée | 08h 01m 53.2s | 50° 44′ 14″ | 9,39 ± 0,67  | 11,99 ± 0,92 | 514 ± 1                | 11,6                | 34             |
| NGC 2537           | Spirale barrée | 08h 13m 14.6s | 45° 59′ 23″ | 8,56 ± 0,62  | 12,14 ± 4,94 | 431 ± 1                | 11,7                | 21             |
| NGC 2541           | Spirale barrée | 08h 14m 40.1s | 49° 03′ 42″ | 10,13 ± 0,72 | 11,53 ± 2,60 | 548 ± 1                | 11,8                | 87             |
| NGC 2552           | Spirale        | 08h 19m 20.5s | 50° 00′ 35″ | 9,76 ± 0,70  | 10,61 ± 1,62 | 524 ± 1                | 12,1                | 39             |
| NGC 2841           | Spirale        | 09h 22m 02.6s | 50° 58′ 35″ | 11,88 ± 0.85 | 16,34 ± 4,65 | 635 ± 1                | 9,2                 | 126            |
| Moyenne Écart type |                |               |             |              | 9,94 ± 1,10  | 12.52 ± 1.98           |                     |                |